# Garden of Delight (norwegische Band)
Garden of Delight war eine norwegische Post-Punk-/Gothic-Rock-Band, die 1982 in Oslo gegründet wurde. Sie bestand aus den Mitgliedern Bitten Forsudd (Gesang, Gitarre), Heidi Hansen (Bass), Mai-Britt Kristoffersen (Gesang) und Bjørn Pettersen (Schlagzeug). Die Gruppe veröffentlichte 1984 unter Mithilfe weiterer Gastmusiker zwei 7"-Singles und 1985 einige Compilationbeiträge. Zwei Jahre später erschien das erste Album Big Wheels in Emotion. Anschließend löste sich Garden of Delight auf. Ein Teil der Besetzung gründete 1988 die Band Einmal kommt die Liebe, die 1991 mit dem Album „Skjebnen Er Ugrei“ debütierte.

## Diskografie
- 1984: Blessed Minutes / Glory (7"-Single)
- 1984: 22 Faces / Lilies on a G-String (7"-Single)
- 1987: Big Wheels in Emotion (LP)